# Basilius Förtsch
Basilius Förtsch född på 1500-talet i Rosla Thüringen död 1619 i Orlamünde, var en tysk författare, evangelisk-luthersk pastor och psalmdiktare.
Han finns bland annat representerad i Den svenska psalmboken 1986 med originaltexterna till två verk (nr 42, 240 och därmed även i 644 (finsk) version).

## Psalmer
- Jag vet ett blomster skönt och fint (1695 nr 227). Översättning av "Ich weiss ein Blümlein hübsch" till svenska av Haquinus Magni Ausius 1641
- O Gud rik av barmhärtighet (1695 nr 197). Översättning av O Gott reich von Barmherzigkeit till svenska av Haquinus Magni Ausius 1641 och senare förbättrad av Jesper Swedberg genom att den sista versen också översattes och lades till i 1695 års psalmbok.
- Se, Jesus är ett tröstrikt namn (1986 nr 42) skriven 1609. Översatt till svenska av Haquinus Magni Ausius 1641 och bearbetades av Jakob Boëthius till 1695 års psalmbok
- Uti din nåd, o Fader blid (1986 nr 240) skriven 1609. Översatt till svenska av Haquinus Magni Ausius 1641 och bearbetades av Jesper Swedberg till 1695 års psalmbok
  - Haltuusi, rakas Isäni (1986 nr 644)